# Androgynie
Androgynie komt van het Oudgrieks voor 'man' (ἀνήρ, anḗr) en 'vrouw' (γυνή, gunḗ). Androgynie kan men op drie verschillende manieren omschrijven:
1. Zich androgyn voelen. Een persoon die zich niet mannelijk en niet vrouwelijk voelt, zich juist mannelijk én vrouwelijk voelt of iemand die gevoelsmatig tussen beide seksen staat.
2. Androgyn zijn uit vrije wil. Een persoon die zich niet wenst te conformeren aan de tweedeling man-vrouw. Dit kan verschillende redenen hebben, bijvoorbeeld een spirituele, wat tot ver in de oudheid teruggaat. Belangrijk hierbij is dat God namelijk als mannelijk en vrouwelijk gezien wordt en de complete mens kan dan ook alleen maar mannelijk en vrouwelijk zijn, androgyn dus. Androgynie kan hierdoor ook als een alternatieve levenswijze gezien worden.
3. Zich androgyn uiten. Een persoon die uiterlijke kenmerken vertoont van het andere geslacht, zonder daarbij volledig door het leven te gaan als iemand van het andere geslacht (zie hiervoor transgender). Dit kan geuit worden door middel van kleding, make-up en/of gedrag. Soms komt het voor dat iemand een androgyn uiterlijk heeft, alleen als reactie op het heersende modebeeld of als rebelse houding. Ook veel muzikanten bedienen zich, in meer of mindere mate, van een androgyn uiterlijk. Voorbeelden zijn Patti Smith, Bill Kaulitz van Tokio Hotel, David Bowie, Jett Rebel, David Sylvian van Japan, Brian Molko van Placebo, Antony Hegarty van Antony and the Johnsons, topmodel Agyness Deyn, Prince, Michael Jackson, Boy George van Culture Club en (in het extreme) de band Marilyn Manson. Ook is het een belangrijk onderdeel van het uiterlijk van Japanse visual-keibands.

Vaak hebben mensen kenmerken van al deze drie omschrijvingen.
Een voorkomende eigenschap is dat hun gezicht eigenschappen van beide geslachten vertoont of afwijkt naar het andere geslacht. Dit wordt meestal bedoeld met "er androgyn uitzien". Het kan echter ook betrekking hebben op het dragen van geslachtsneutrale kledij.
Er bestaan veel onduidelijkheden en onjuistheden over androgynie. De Van Dale, bijvoorbeeld, vermeldt onder meer "vrouwelijke geslachtskenmerken bij een man" en verwijst naar hermafrodiet. Dit is onjuist. Men moet het ook niet verwarren met travestie, transgenderisme of transseksualiteit. Wel kunnen mensen die tot een van deze drie groepen behoren zich androgyn voelen. Vooral bij travestieten en transgenders is dit het geval. De huidige maatschappij vertoont een sterke man-vrouwpolariteit en androgynie past niet in dat beeld. Travestie en transseksualiteit voldoen daar wel aan, omdat die zich richten op één enkele sekse.

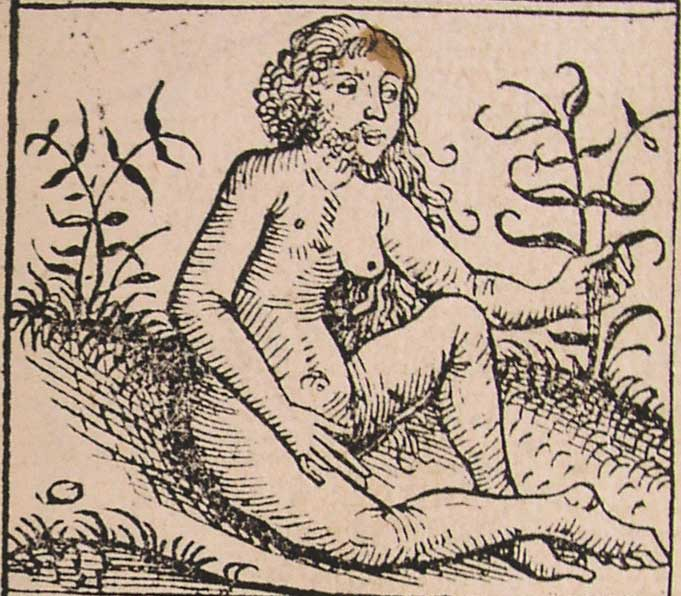
Middeleeuwse voorstelling van een androgyn persoon Kroniek van Neurenberg
Androgyne weergave van Johannes de Doper door Leonardo da Vinci
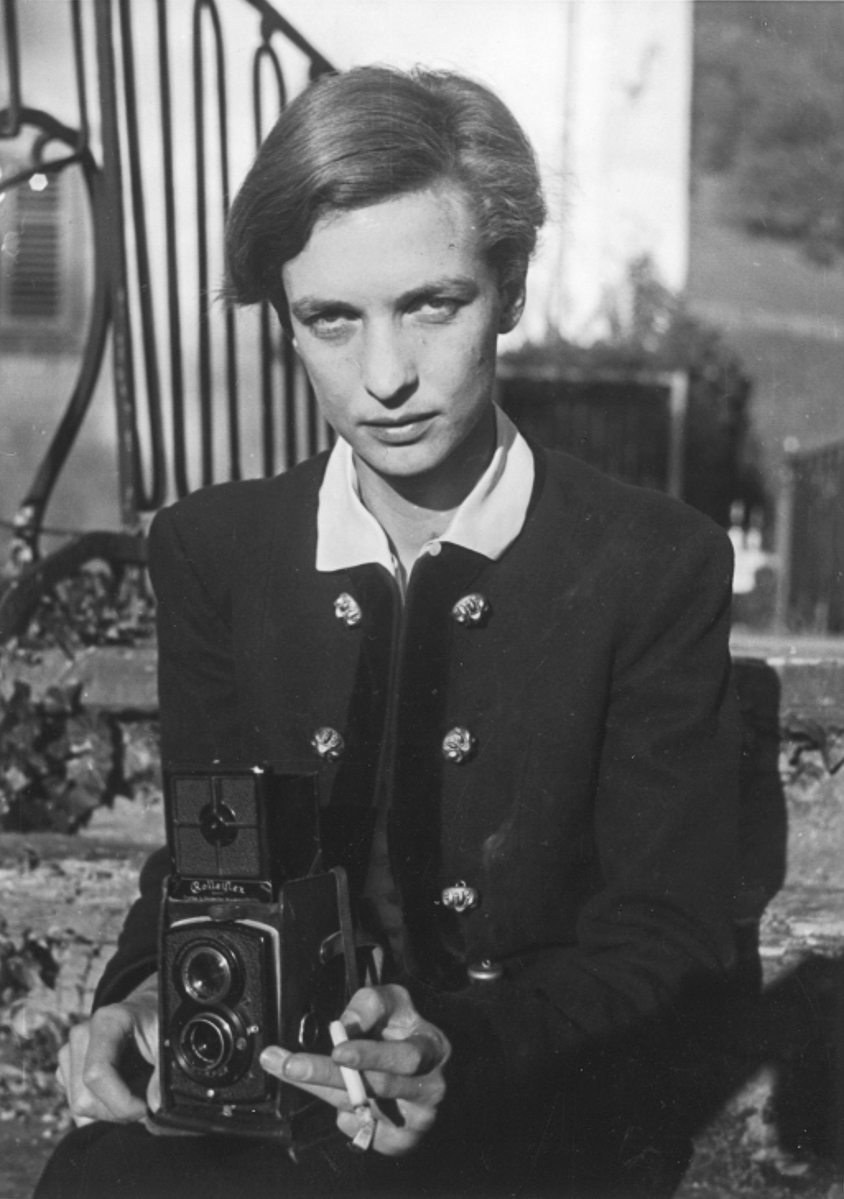
De androgyne trekken van Annemarie Schwarzenbach werden door velen als onweerstaanbaar beschouwd